# カーウ・ソット
『カーウ・ソット』（タイ語: ข่าวสด, RTGS: khao sot, 発音 [kʰàːw sòt]）は、タイのタイ語日刊新聞。1991年4月9日に創刊。マティチョン・グループ傘下のカーウ・ソット社が発行。

## 概要
『カーウ・ソット』はタイの大衆向け新聞。2009年4月7日から新聞のサイズ（31×21.5インチ）を『マティチョン』と同サイズ（28×21.5インチ）に縮小した。編集長はターグーン・ブンパーン（タイ語: ฐากูร บุนปาน）。

## 注目された報道
2014年、タイの数学の教科書の表紙に日本のAV女優を登場させたとして、タイで教科書の回収騒ぎがあった。インターネットに出回っている動画や写真の中から表紙に適したものを選び、無断で使用したのが原因だった。『カーウ・ソット』によれば、バンコクの職業教育委員会事務局は、日本のAV女優を表紙に使った高校の教科書「基本的な数学」のリコールを命じた。日本のAVが東南アジアで大人気なことは良く知られているがタイも例外ではく、『カーウ・ソット』も「日本のAV業界は若いタイ人男性の間で非常に人気です」と報道している。
2020年4月20日、日本人とタイ人のハーフで生まれも育ちもバンコクのAV女優宮崎リンが、Twitterにタイ語で挨拶をする動画を投稿したところ、『カーウ・ソット』が取り上げ、「タイのアダルトマーケットでは作品を観てから女優を気に入るスタイルのためデビュー前から話題になることは通常ないが、リンちゃんの場合は正反対だ。なぜなら彼女はタイ日ハーフだからだ!!!」と興奮気味に伝えている。